# Horisme indoctrinata
Horisme indoctrinata là một loài bướm đêm trong họ Geometridae.